# فهرست سفیران ایران در تاجیکستان
روابط ایران و تاجیکستان در سال ۱۳۷۰ پس از اعلام استقلال جمهوری تاجیکستان برقرار گردید. ایران نخستین کشوری بود که در تاجیکستان سفارتخانه گشود.

## فهرست سفیران ایران در تاجیکستان
- علی‌اشرف مجتهد شبستری ۱۳۷۰ - ۱۳۷۶
- سید رسول موسوی ۱۳۷۶ - ۱۳۸۰
- محمدابراهیم طاهریان‌فرد
- ناصر سرمدی پارسا ۱۳۸۱ - ۱۳۸۵
- احمد اجل‌لوئیان (سرپرست)
- علی‌اصغر شعردوست دی ۱۳۸۶ - مهر ۱۳۹۲
- سید محمود صدری طبایی زواره (سرپرست) ۵ دی ۱۳۹۲ - آبان ۱۳۹۳
- حجت‌الله فغانی ۲۷ آبان ۱۳۹۳- اسفند ۱۳۹۷
- محمدتقی صابری از ۲۲ اسفند ۱۳۹۷ تا مرداد ۱۴۰۲
- علیرضا حقیقیان ۱۴۰۲ تاکنون